# Bocard
Pour les articles homonymes, voir Bocard (homonymie).
Pour l’article ayant un titre homophone, voir Boccard.

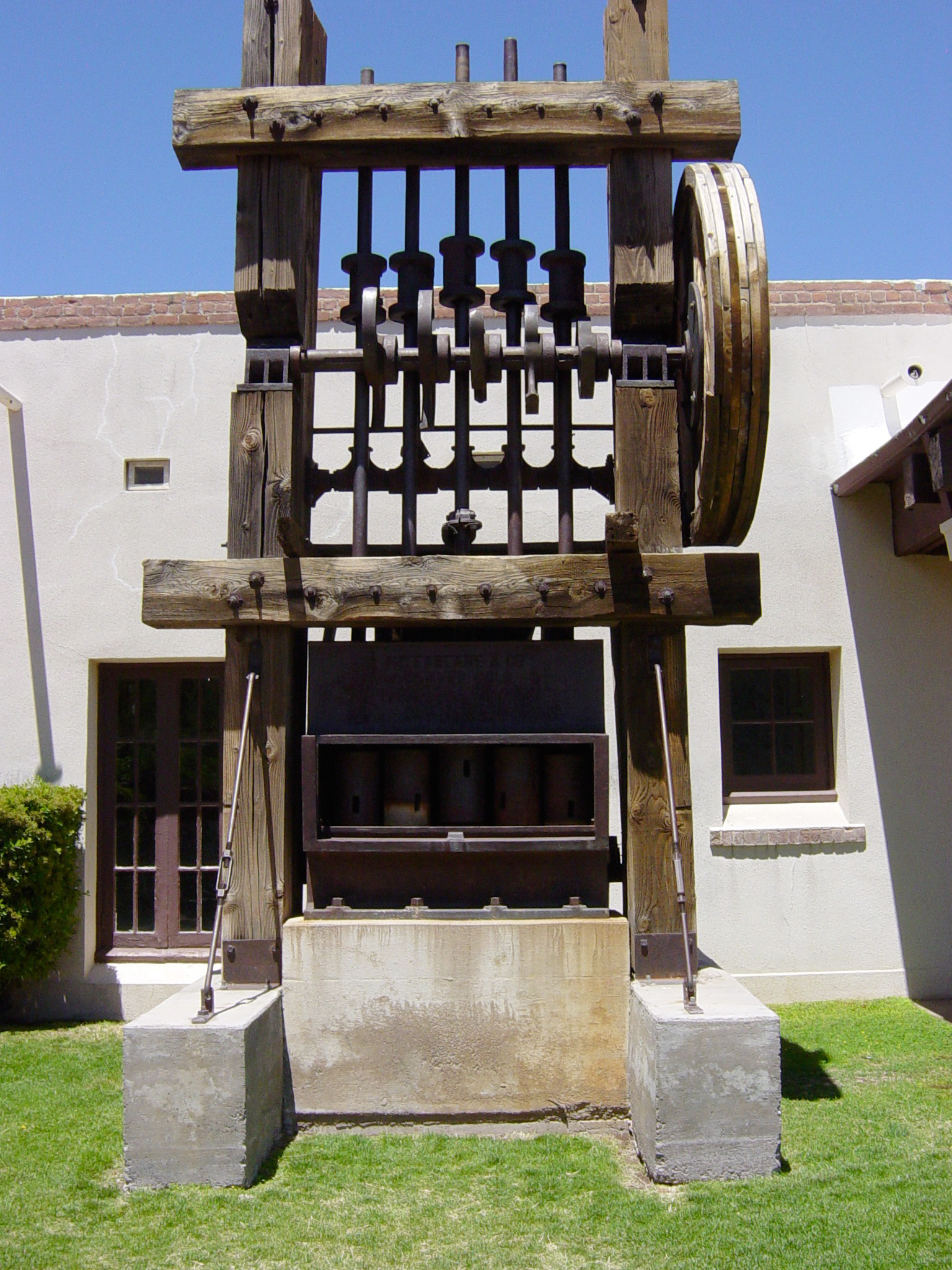
Bocard à cinq pilons ayant servi à broyer le minerai de cuivre en Arizona.

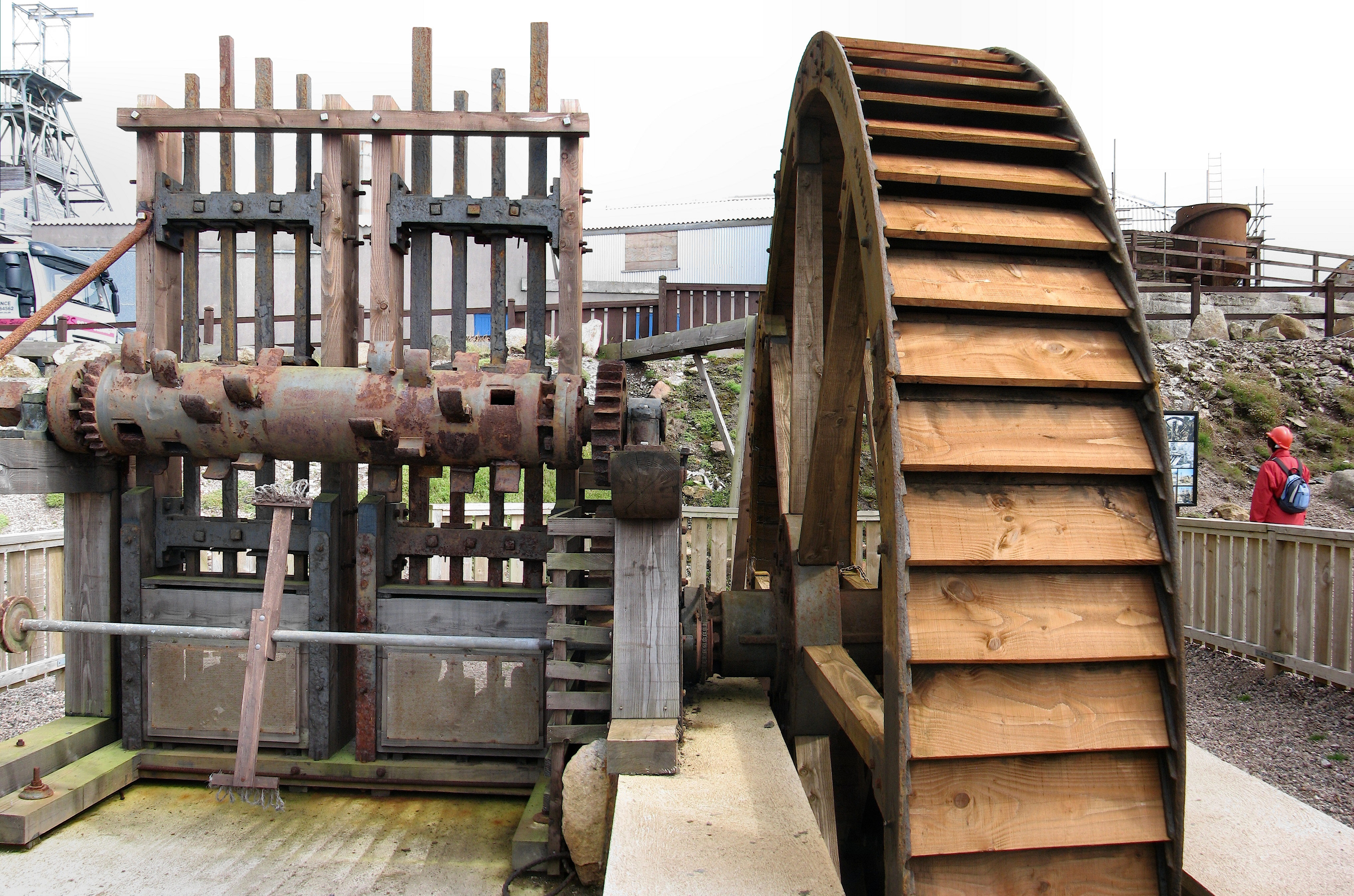
Bocard à huit pilons actionné par une roue à aubes.

Le bocard ou, plus rarement, bocambre, est un outil constitué d'un ensemble de pilons entraînés par des cames.
Cet outil servait, en métallurgie, à casser un minerai, ou à le calibrer avant le haut-fourneau. Ce type de machine a été également utilisé pour produire des poudres fines en pulvérisant une matière.

## Description
L'outil fait l'objet d'une description dans l'encyclopédie Diderot. L'outil est constitué d'un ensemble de pilons entraînés par des cames. Chaque pilon est composé d’une tige verticale en bois ou en métal muni dans sa partie inférieure d’une masse pesante. Cette masse, le sabot, frappe les éléments à réduire, en tombant dans un bassin ou auge. Des glissières verticales en assurent une montée et descente régulières. Un arbre horizontal entraîné par une roue, porte sur sa circonférence un nombre de cames multiple du nombre de pilons. Chaque came, rencontrant sur l’un des côtés de la tige verticale une saillie (appelée ergot ou mentonnet), soulève le pilon avant de le relâcher.

## Variantes
Selon le matériau pulvérisé, on peut utiliser soit un bocard à sec, soit un bocard à eau. Dans ce dernier cas, un courant d’eau entraîne les matières étrangères au minerai qui, lui, est arrêté par une grille.

## Termes associés
Un bocard à mine désigne un bocard servant à briser des morceaux de minerai, et les nettoyer.
Un bocard à crasse désigne un bocard sous les pilons duquel on fait passer les crasses ou résidus du fourneau et des forges, pour en séparer le fer qui peut y être mêlé. L’eau entraîne les crasses plus légères que la fonte et le fer.
On rencontre également les termes de brocage et brocaille renvoyant aux débris de fonte, résidus de moulage, que l'on réutilisait autrefois dans les fours d’affinage et dans les hauts fourneaux.